# Nachal Mišmeš
Nachal Mišmeš (hebrejsky: נחל משמש) je krátké vádí v Horní Galileji, v severním Izraeli.
Začíná v nadmořské výšce přes 400 metrů, v kopcovité krajině cca 1,5 kilometru severovýchodně od vesnice Gornot ha-Galil, nedaleko lokální silnice 899, která z ní vede do obce Even Menachem. Směřuje pak rychle se zahlubujícím zalesněným údolím k západu, kde ústí zprava do vádí Nachal Šarach, na úpatí hory Har Uchman. Poblíž soutoku se nachází ve svazích jeskyně Ma'arat Šarach (מערת שרך), která je turisticky využívaná.